# São Martinho do Bispo
São Martinho do Bispo era una freguesia portuguesa del municipio de Coímbra, distrito de Coímbra.

## Historia
Fue suprimida el 28 de enero de 2013, en aplicación de una resolución de la Asamblea de la República portuguesa promulgada el 16 de enero de 2013 al unirse con la freguesia de Ribeira de Frades, formando la nueva freguesia de São Martinho do Bispo e Ribeira de Frades.

## Patrimonio
En el patrimonio histórico-artístico de la antigua freguesia destaca su iglesia parroquial, cuyo aspecto actual data de la reforma efectuada a finales del siglo siglo XVIII.